# Степаново (Рязанская область)
Степа́ново — деревня в Касимовском районе Рязанской области, входит в состав Гиблицкого сельского поселения.

## Население
| 1859 | 1897 | 1906  | 2010 |
| ---- | ---- | ----- | ---- |
| 797  | ↗817 | ↗1173 | ↘124 |

## Известные уроженцы
- Ларкин, Алексей Афанасьевич (1912—1958) — советский архитектор.
- Назаров, Павел Николаевич (1908—2000) — советский военачальник, генерал-майор.